# Gorrevod
Gorrevod är en kommun i departementet Ain i regionen Auvergne-Rhône-Alpes i östra Frankrike. Kommunen ligger  i kantonen  Pont-de-Vaux som ligger i arrondissementet Bourg-en-Bresse. Kommunens areal är 6,88 km². År 2022 hade Gorrevod 782 invånare.

## Befolkningsutveckling
Antalet invånare i kommunen Gorrevod
Referens: INSEE